# The Flowers of War
The Flowers of War (Originaltitel: chinesisch 金陵十三釵 / 金陵十三钗, Pinyin Jīnlíng Shísān Chāi) ist ein chinesisches Historien-Drama aus dem Jahr 2011 und basiert auf dem Roman Die Mädchen von Nanking der chinesischen Schriftstellerin Yan Geling.
Die Geschichte spielt in Nanjing, China während des Zweiten Japanisch-Chinesischen Krieges und handelt von Kriegsverbrechen, im Speziellen gegenüber Frauen, der japanischen Besatzer, die als Massaker von Nanjing bekannt wurden.
Der Film wurde als chinesischer Beitrag bei den 84. Academy Awards eingereicht, zählte anschließend aber nicht zu den nominierten Filmen.

## Handlung
1937 griff Japan China an und begann den Zweiten Japanisch-Chinesischen Krieg. Die Kaiserlich Japanische Armee überrannte am 13. Dezember 1937 Chinas damalige Hauptstadt Nanking und beging dabei diverse Kriegsverbrechen, die als „Massaker von Nanking“ bekannt wurden.
Während der Invasion konnten nicht alle Schülerinnen einer chinesischen Schule über Schiffe im Hafen von Nanjing fliehen und mussten somit zurück zu ihrer Schule, die in einer Kirche beheimatet war. Diese wurden während der Flucht von japanischen Soldaten angegriffen, allerdings auch von einer der wenigen in der Stadt verbliebenen chinesischen Einheiten unter Kommando von Major Li beschützt, sodass die Flucht gelang. Während der Flucht trafen die Mädchen auch auf den Amerikaner John Miller. Er ist Bestatter und sucht die Schule, um den dortigen Priester beizusetzen. Daher schließt er sich den Schülerinnen an.
An der Schule angekommen, trifft er auf George, einen Jungen, der dem Priester in der Schule geholfen hat. Dieser teilt ihm mit, dass es keine Beerdigung geben werde, da der Leichnam außerhalb des Gebäudes aufgebahrt und dort von einer Bombe getroffen wurde. Da er John auch nicht bezahlen will, zwingt er ihn indirekt, zumindest vorübergehend in der Schule zu bleiben. Die Frage nach vorhandenem Alkohol verneint George ebenso.
Kurze Zeit später versucht auch eine Gruppe von Prostituierten in die Kirche zu gelangen, da die Flüchtlingslager überfüllt und die Kirche ein sicherer Ort zu sein schien. An der Tür noch von George abgewiesen, verschafften diese sich selbst Zutritt und werden im Keller unter der Küche versteckt.
Die Schülerinnen mögen die Neuankömmlinge nicht, erlauben ihnen unter anderem nicht, das Bad zu benutzen. Als allerdings eine der Schülerinnen erschossen wird und japanische Truppen die Kirche stürmen, verraten die Schülerinnen nicht das Versteck der Prostituierten, da sie selbst den Keller nicht rechtzeitig erreichten. Die Soldaten versuchen daraufhin, die Mädchen zu vergewaltigen. John Miller versucht volltrunken, an die Ehre der Soldaten zu appellieren, wird später aber auch niedergeschlagen. Major Li ist mittlerweile der letzte Überlebende seiner Einheit, der vor der Kirche wartet und hofft, die Mädchen so noch schützen zu können. Er lockt die Soldaten heraus und tötet sie durch einen Hinterhalt. Li stirbt dabei selbst.
Anschließend kam der japanische Colonel Hasegawa in die Kirche, entschuldigte sich bei John und den Mädchen für die Taten seiner Soldaten und versprach Schutz durch von ihm vor dem Eingang stationierten Soldaten. Zudem ließ er Kartoffeln zurück und kündigte einen weiteren Besuch an, da er die Schülerinnen gerne singen hören würde. Yu Mo, die John Miller vorher immer hat abblitzen lassen, zollte ihm für seinen selbstlosen Einsatz gegen die Besatzer Respekt und bekräftige erneut ihren Wunsch, dass er mit seinem westlichen Gesicht den Personen zur Flucht aus der Stadt helfen solle. Die Mädchen und George appellierten an seinen Verbleib in der Kirche, um die Kinder zu schützen. Er entschied sich für letzteres, versuchte aber zeitgleich einen alten Truck zu reparieren, um für eine Fluchtmöglichkeit bereit zu sein. Hier überredete er einen mit den Japanern kooperierenden Vater einer Schülerin zur Beschaffung der notwendigen Werkzeuge. Zudem gab er John einen Passierschein, mit dem er die Stadt in Richtung Westen verlassen könne. Die Schülerin schämte sich für ihren Vater, da er mit dem Feind zusammenarbeitet.
Major Li hatte kurz vor seinem Tod noch einen Jungen, der an der Seite der Chinesen kämpfen wollte, in die Kirche gebracht, damit er in Ruhe und in einer warmen Umgebung sterben könne. Eine der Prostituierten verliebte sich in den Jungen, da er sie an ihren Bruder erinnerte. Um ihm ein schönes Lied zu spielen, wollte sie aus ihrem ehemaligen Bordell neue Saiten holen, verließ somit den Zufluchtsort auf unbekannte Weise mit einer Freundin (diese wollte ihre Ohrringe holen) und machte sich auf den Weg durch die besetzte Stadt. Die anderen machten sich Sorgen und überredeten John, die Kirche ebenfalls zu verlassen und nach den Frauen zu suchen. Er fand beide im Bordell, auf brutale Art geschändet und ermordet. Zurück in der Kirche sagte er, dass beide durch Querschläger gestorben seien und nicht leiden mussten.
Als der Colonel einige Tage später zurückkam, überreichte er dem vermeintlichen Priester John Miller eine Einladung, die die Schülerinnen bei der Siegesfeier zum Singen aufforderte. Vor allem den Erwachsenen war klar, was dies bedeutet und auf Nachfrage konnte oder wollte der Colonel nicht mehr für die Sicherheit garantieren. Er teilte nur mit, dass dies nicht in seiner Entscheidungsgewalt liege und der Befehl von oben komme. John lehnte daraufhin ab, Hasegawa ließ sich aber nicht abbringen. Die Sicherheitskräfte wurden daraufhin verstärkt und an eine Flucht war nicht zu denken. Zudem wurden die Mädchen, die vorher für den Colonel gesungen hatten, gezählt. 13 Schülerinnen würden am nächsten Tag abgeholt werden (12 Schülerinnen und eine Prostituierte, die auf der Suche nach ihrer Katze zufällig in die Aufführung geriet).
Yu Mo, mittlerweile auch emotional mehr mit John Miller verbunden, machte den Vorschlag an Stelle einer Schülerin zu der Feier zu gehen, damit diese ihre Kindheit und Unschuld nicht genauso verliere, wie ihr es einst passierte. Auch wenn John den Vorschlag ablehnte, entschieden sich später alle Prostituierten an die Stelle der Kinder zu treten, bis auf die irrtümlich mitgezählte. Da es durch die beiden Toten allerdings nur noch 12 Frauen waren, opferte sich zudem George, der dadurch seinen toten Priester stolz machen wollte, indem er die Schülerinnen beschützt hat. Im Rahmen der Vorbereitungen wurden der Laster repariert, Kisten gezimmert und die Prostituierten kindlich vom Leichenbestatter John Miller geschminkt, um den Schein zu wahren. Jeder der nun als Schüler verkleideten Personen (Frauen und George) nahmen sich zudem eine Glasscherbe als Waffe mit, um „soviele Japaner wie möglich mit in den Tod zu nehmen“.
Als die Japaner die Mädchen abholen wollten, kam auch der Vater der einen Schülerin wieder. Er flehte, dass seine Tochter verschont bleiben solle und wies nochmals auf seine Bestechung hin. Der Soldat ermöglichte dem Vater nochmal einen Blick auf seine Tochter (während diese auf den Laster gebracht wurden), die er nicht erkannte, da sie nicht in der Gruppe war und erschoss ihn anschließend. Die irrtümlich mitgezählte Frau flehte, dass sie keine Schülerin sei und nicht mitgenommen werden wolle. Die Soldaten verstanden sie aber nicht. Nachdem die Fahrzeuge weg waren, eilte John zu dem Kellerversteck, holte die Schülerinnen und brachte sie auf den Laster. Diesen belud er anschließend mit Weinkisten und fuhr in Richtung Westen zur Stadtgrenze. Dort angekommen zeigte er den Passierschein und fragte, ob er damit durchgelassen werde. Nachdem er noch vier Kisten Wein für die Soldaten zurückgelassen hatte, konnte er weiter fahren, ohne dass die Schülerinnen bemerkt wurden. Der Tochter, die ihren Vater verabscheute, sagte er noch: „Dein Vater ist ein guter Mann, ohne ihn hätten wir nicht fliehen können.“.
Die Schülerinnen haben nie erfahren, was aus ihren 13 Retterinnen (Blumen) geworden ist, aber sie waren in Freiheit.

## Produktion
Der Film wurde im Dezember 2010 angekündigt. Im gleichen Monat startete auch die Vorproduktion. Die Dreharbeiten begannen in Nanjing, China, am 10. Januar 2011. Die Sprache des Films war 40 % in Englisch und der Rest auf Hochchinesisch mit kurzen Szenen in Japanisch.

### Finanzieller Erfolg
Das Produktionsbudget lag bei ca. 94 Mio. USD. Der Film spielte in den USA 311.000 USD, in China 95 Mio. USD ein.